# Ibrahima Baldé
Pour les articles homonymes, voir Baldé.
Ibrahima Balde est un footballeur international sénégalais né le 4 avril 1989 à Pikine, qui évolue au poste d'attaquant.

## Biographie
Arrivé à l'âge de 16 ans en Argentine, en provenance de son pays le Sénégal, il débute au club des Argentinos Juniors.
Il signe ensuite au Velez Sarsfield, toujours le championnat argentin où il reste deux saisons.
En 2009, cet attaquant signe au club de l'Atlético Madrid pour évoluer dans l'équipe réserve. Il fait ses débuts pour l'Atlético au Stade Vicente Calderón lors de la 16e journée du championnat d'Espagne de football le 2 janvier 2010 contre le FC Séville.
Après une bonne première saison ponctuée de trois buts en dix-huit apparitions en championnat, il est prêté pour la saison 2010/11 au CD Numancia en Segunda Division.
Le 14 mai 2011, son transfert à l'Osasuna Pampelune est conclu pour un montant de neuf millions d'euros.
Le 27 août 2012, il joue son premier match avec le Kuban Krasnodar, une réussite puisqu'il inscrit un doublé et adresse une passe décisive.
Il signe à Reims le 31 juillet 2016. Il est transféré le 22 juillet 2017 au CFR Cluj.
Le 4 août 2018, à l'issue de la fin de son contrat avec le CFR Cluj il s'engage pour deux saisons avec le Real Oviedo, qui évolue en Segunda Division.
Il s'engage pour deux saisons avec le Giresunspor le 8 septembre 2020.
Il a fait monter son équipe Giresunspor grâce à son 19e but de la saison au dernier match contre Tuzlaspor le 9 mai 2020 en première division Superlig turque. Et devient le 2e meilleur buteur pendant la saison 2020/2021 en 1lig turque.
Il termine son contrat avec Giresunspor le 30 mai 2022.
Il s'engage le 1er août 2022 pour deux saisons avec le Boluspor.

## Palmarès
Atlético de Madrid
- Finaliste de la Coupe d'Espagne : 2010

 Kouban Krasnodar
- Finaliste de la Coupe de Russie : 2015

 CFR Cluj
- Vainqueur du Championnat de Roumanie : 2018

## Vie privée
Il est marié depuis 2010 avec Natiba.